# Josefa Palacios

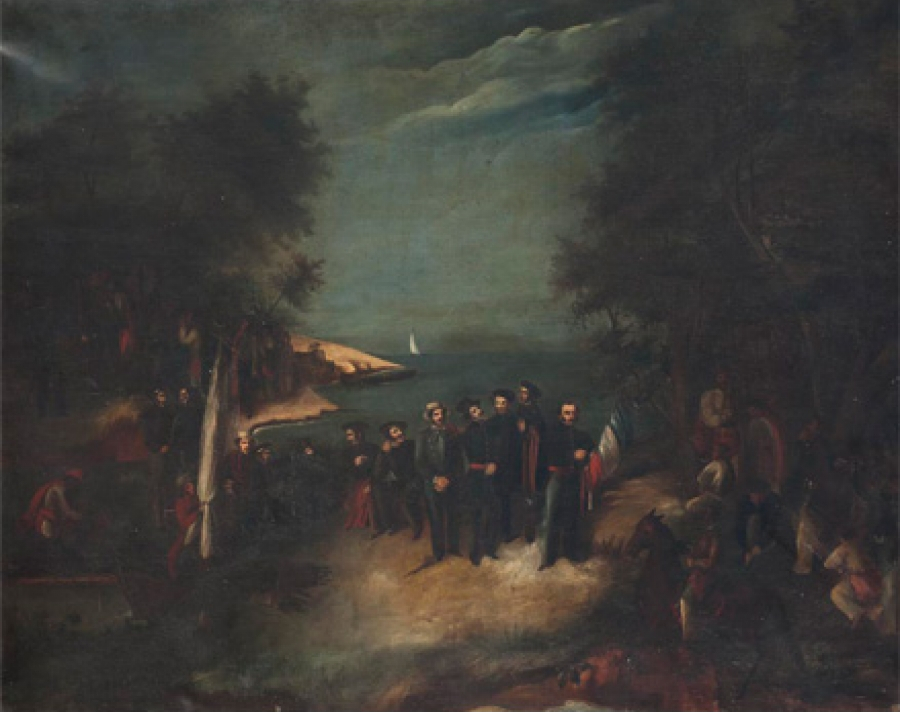
Desembarco de los Treinta y Tres Orientales. Obra de Josefa Palacios. 1854. Óleo sobre tela.

Claudia Josefa Palacios fue una pintora y miniaturista uruguaya del siglo XIX, destacada por haber realizado la primera representación plástica del episodio de la independencia uruguaya conocido como el Desembarco de los Treinta y Tres Orientales.

## Vida y obra
Hija de Pedro y Rosa González, nació en Colonia del Sacramento en los primeros años del siglo XIX, hacia 1816, en el seno de una familia patricia. Realizó sus primeros dibujos a los 12 años. El 31 de marzo de 1841 contrajo matrimonio en Montevideo con el español Manuel Gómez de la Gándara.
En 1854 realizó la obra Desembarco de los Treinta y Tres Orientales, una pintura al óleo sobre tela que representa por primera vez en las artes plásticas el desembarco en 1825 en la Playa de la Agraciada de los Treinta y Tres Orientales. Esta obra de Josefa Palacios fue pintada veintitrés años antes de la que su compatriota Juan Manuel Blanes realizó sobre el mismo hecho histórico. La pintura pertenece desde 1911 al acervo del Museo Histórico Nacional. En 1913 fue restaurada por primera vez por el pintor Ernesto Laroche.
Existen escasos registros y testimonios del resto de sus obras pictóricas, entre las que se cuentan el retrato de María Ortiz Laguna de Argentó, el de su hija, y el de Florencio Varela. Francisco Acuña de Figueroa hace alusión a otras obras de Palacios, como una efigie de su esposo y un cuadro de la virgen María.
Falleció en el 10 de febrero de 1877 en Montevideo, por una "afección orgánica del corazón". Uno de sus sobrinos, Aurelio Palacios, fue el padre del político socialista argentino Alfredo Palacios.
Una calle del barrio Paso de la Arena, en Montevideo, lleva su nombre, y otra en la ciudad de Colonia del Sacramento, desde el 15 de febrero de 2019.